# Magnus Svensson (piłkarz)
Magnus Svensson (ur. 3 października 1969 w Vinbergu) – szwedzki piłkarz występujący na pozycji obrońcy lub pomocnika.

## Kariera klubowa
Magnus Svensson zawodową karierę rozpoczynał w 1988 roku w Vinbergs IF. Przez sześć lat gry w tym zespole rozegrał 126 meczów i strzelił jedenaście bramek. W 1994 roku przeniósł się do Halmstads BK, w barwach którego zadebiutował 5 kwietnia w pojedynku przeciwko IFK Norrköping. W debiutanckim sezonie wystąpił w dziewiętnastu spotkaniach, a Halmstads BK zajęło siódme miejsce w szwedzkiej ekstraklasie. W drużynie tej Svensson grał łącznie przez cztery lata. Wystąpił w 89 ligowych pojedynkach i zdobył sześć goli. W 1998 roku podpisał kontrakt z norweskim zespołem Viking FK, a w 2000 roku za ponad dwanaście milionów przeszedł do Brøndby IF. Dwa razy z rzędu sięgnął z nim po mistrzostwo kraju. Dla "Drengene fra Vestegnen" Svensson rozegrał łącznie 52 spotkania, po czym w 2002 roku powrócił do Halmstads BK. W lidze zajmował z nim kolejno szóstą, dziewiątą, drugą, dziesiątą i jedenastą lokatę. W każdym z tych sezonów Svensson był podstawowym zawodnikiem swojej drużyny. Dopiero w 2006 roku, w ostatnim sezonie w barwach Halmstads BK, na boisku pojawił się tylko dwanaście razy.

## Kariera reprezentacyjna
W reprezentacji Szwecji Svensson zadebiutował w 1996 roku. W 2000 roku Lars Lagerbäck i Tomas Söderberg powołali go na mistrzostwa Europy. Na Euro Szwedzi zajęli ostatnie miejsce w swojej grupie i odpadli z turnieju. Sam Svensson zagrał w dwóch spotkaniach – w meczu z Turcją w 78 minucie zmienił Henrika Larssona, a w pojedynku przeciwko Włochom 51 minucie został zastąpiony przez Niclasa Alexanderssona. W 2002 roku Svensson znalazł się w kadrze drużyny narodowej na mistrzostwa świata. Na boiskach Korei Południowej i Japonii "Blågult" w 1/8 finału przegrali po dogrywce z Senegalem 1:2. Na mundialu wychowanek Vinbergs IF wystąpił we wszystkich czterech meczach, jednak tylko w pojedynku z Argentyną na boisku spędził całe spotkanie. Łącznie dla reprezentacji Szwecji Svensson rozegrał 31 meczów, w których dwa razy wpisał się na listę strzelców.